# أفالون (كاليفورنيا)
أفالون (بالإنجليزية: Avalon)‏ هي إحدى مدن مقاطعة لوس أنجليس، كاليفورنيا. تم إعطاءها لقب مدينة في 26 يونيو، 1913.

## المناخ
يظهر الجدول التالي التغييرات المناخية على مدار السنة لأفالون:
| البيانات المناخية لـأفالون        | البيانات المناخية لـأفالون | البيانات المناخية لـأفالون | البيانات المناخية لـأفالون | البيانات المناخية لـأفالون | البيانات المناخية لـأفالون | البيانات المناخية لـأفالون | البيانات المناخية لـأفالون | البيانات المناخية لـأفالون | البيانات المناخية لـأفالون | البيانات المناخية لـأفالون | البيانات المناخية لـأفالون | البيانات المناخية لـأفالون | البيانات المناخية لـأفالون |
| الشهر                             | يناير                      | فبراير                     | مارس                       | أبريل                      | مايو                       | يونيو                      | يوليو                      | أغسطس                      | سبتمبر                     | أكتوبر                     | نوفمبر                     | ديسمبر                     | المعدل السنوي              |
| --------------------------------- | -------------------------- | -------------------------- | -------------------------- | -------------------------- | -------------------------- | -------------------------- | -------------------------- | -------------------------- | -------------------------- | -------------------------- | -------------------------- | -------------------------- | -------------------------- |
| الدرجة القصوى °ف (°م)             | 87 (31)                    | 83 (28)                    | 87 (31)                    | 90 (32)                    | 90 (32)                    | 97 (36)                    | 105.1 (40.6)               | 90 (32)                    | 104 (40)                   | 95 (35)                    | 89 (32)                    | 85 (29)                    | 105.1 (40.6)               |
| متوسط درجة الحرارة الكبرى °ف (°م) | 64.6 (18.1)                | 64.2 (17.9)                | 65.3 (18.5)                | 67.6 (19.8)                | 69.2 (20.7)                | 71.1 (21.7)                | 74.0 (23.3)                | 75.4 (24.1)                | 75.0 (23.9)                | 72.7 (22.6)                | 68.2 (20.1)                | 64.7 (18.2)                | 69.3 (20.7)                |
| متوسط درجة الحرارة الصغرى °ف (°م) | 49.3 (9.6)                 | 50.3 (10.2)                | 51.8 (11.0)                | 53.9 (12.2)                | 56.8 (13.8)                | 59.5 (15.3)                | 62.2 (16.8)                | 64.1 (17.8)                | 63.1 (17.3)                | 59.1 (15.1)                | 53.0 (11.7)                | 49.3 (9.6)                 | 56.0 (13.3)                |
| أدنى درجة حرارة °ف (°م)           | 29 (−2)                    | 32 (0)                     | 37 (3)                     | 37 (3)                     | 32 (0)                     | 36 (2)                     | 45 (7)                     | 45 (7)                     | 41 (5)                     | 37 (3)                     | 37 (3)                     | 30 (−1)                    | 29 (−2)                    |
| الهطول إنش (مم)                   | 2.76 (70)                  | 2.51 (64)                  | 2.36 (60)                  | 0.61 (15)                  | 0.12 (3.0)                 | 0.01 (0.25)                | 0 (0)                      | 0.09 (2.3)                 | 0.28 (7.1)                 | 0.22 (5.6)                 | 1.10 (28)                  | 1.82 (46)                  | 11.88 (302)                |
| المصدر: http://www.wrcc.dri.edu   |                            |                            |                            |                            |                            |                            |                            |                            |                            |                            |                            |                            |                            |

## أعلام
- جيروم كادي
- توماس تاونسند براون
- غريغوري هاريسون
- سيلفستر دونوفان ريان